# Coppa Nordamericana di skeleton 2011
La Coppa Nordamericana di skeleton 2011 è stata l'undicesima edizione del circuito continentale nordamericano di skeleton, manifestazione organizzata dalla Federazione Internazionale di Bob e Skeleton; è iniziata l'11 novembre 2010 a Park City, negli Stati Uniti, e si è conclusa il 31 marzo 2011 a Lake Placid, sempre negli Stati Uniti. Si sono disputate sedici gare: otto per le donne e altrettante per gli uomini in tre differenti località.
Vincitori dei trofei, conferiti agli atleti classificatisi per primi nel circuito, sono stati la canadese Lanette Prediger nel singolo femminile e il giapponese Yuzuru Hanyuda in quello maschile.

## Calendario
| Località    | Data                | Donne | Uomini |
| ----------- | ------------------- | ----- | ------ |
| Park City   | 11–12 novembre 2010 | ●●    | ●●     |
| Calgary     | 19 novembre 2010    | ●     | ●      |
| Lake Placid | 13–14 gennaio 2011  | ●●    | ●●     |
| Calgary     | 25–25 gennaio 2011  | ●●    | ●●     |
| Lake Placid | 31 marzo 2011       | ●     | ●      |
| Totale      | Totale              | 8     | 8      |

## Risultati

### Donne
| Data             | Località    | Prime classificate          | Seconde classificate            | Terze classificate           |
| ---------------- | ----------- | --------------------------- | ------------------------------- | ---------------------------- |
| 11 novembre 2010 | Park City   | Sophia Griebel Germania     | Elena Judina Russia             | Rebecca Sorensen Stati Uniti |
| 12 novembre 2010 | Park City   | Sophia Griebel Germania     | Elena Judina Russia             | Rebecca Sorensen Stati Uniti |
| 19 novembre 2010 | Calgary     | Lanette Prediger Canada     | Katharine Eustace Nuova Zelanda | Jaclyn LaBerge Canada        |
| 13 gennaio 2011  | Lake Placid | Katie Uhlaender Stati Uniti | Lanette Prediger Canada         | Jaclyn LaBerge Canada        |
| 14 gennaio 2011  | Lake Placid | Katie Uhlaender Stati Uniti | Lanette Prediger Canada         | Jaclyn LaBerge Canada        |
| 24 gennaio 2011  | Calgary     | Lanette Prediger Canada     | Jaclyn LaBerge Canada           | Randee Brookes Canada        |
| 25 gennaio 2011  | Calgary     | Lanette Prediger Canada     | Jaclyn LaBerge Canada           | Cassie Hawrysh Canada        |
| 31 marzo 2011    | Lake Placid | Lanette Prediger Canada     | Sophia Griebel Germania         | Janine Flock Austria         |

### Uomini
| Data             | Località    | Primi classificati         | Secondi classificati         | Terzi classificati          |
| ---------------- | ----------- | -------------------------- | ---------------------------- | --------------------------- |
| 11 novembre 2010 | Park City   | Alexander Kröckel Germania | Pavel Čuyko Russia           | Daniel Lingenauber Germania |
| 12 novembre 2010 | Park City   | Alexander Kröckel Germania | Pavel Čuyko Russia           | Yuzuru Hanyuda Giappone     |
| 19 novembre 2010 | Calgary     | Yuzuru Hanyuda Giappone    | Greg Maidment Canada         | Dave Greszczyszyn Canada    |
| 13 gennaio 2011  | Lake Placid | Greg Maidment Canada       | Yuzuru Hanyuda Giappone      | Hiroyuki Bamba Giappone     |
| 14 gennaio 2011  | Lake Placid | Yuzuru Hanyuda Giappone    | Greg Maidment Canada         | Dave Greszczyszyn Canada    |
| 24 gennaio 2011  | Calgary     | Yuzuru Hanyuda Giappone    | Thomas Santagato Stati Uniti | Dave Greszczyszyn Canada    |
| 25 gennaio 2011  | Calgary     | Greg Maidment Canada       | Dave Greszczyszyn Canada     | Hiroyuki Bamba Giappone     |
| 31 marzo 2011    | Lake Placid | Andy Wood Regno Unito      | Alexander Kröckel Germania   | Mike Dellemann Stati Uniti  |

## Classifiche

### Donne
| Pos. | Atleta           | Nazione     | PKC-1 | PKC-2 | CAL-1 | LAK-1 | LAK-2 | CAL-2 | CAL-3 | LAK-3 | Punti |
| ---- | ---------------- | ----------- | ----- | ----- | ----- | ----- | ----- | ----- | ----- | ----- | ----- |
| 1    | Lanette Prediger | Canada      | -     | -     | 1     | 2     | 2     | 1     | 1     | 1     | 350   |
| 2    | Jaclyn LaBerge   | Canada      | 5     | 4     | 3     | 3     | 3     | 2     | 2     | -     | 320   |
| 3    | Sophia Griebel   | Germania    | 1     | 1     | -     | -     | -     | -     | -     | 2     | 215   |
| 4    | Randee Brookes   | Canada      | 13    | 13    | 5     | 4     | 5     | 3     | -     | -     | 180   |
| 5    | Diana Gruber     | Canada      | -     | -     | 4     | 5     | 4     | 4     | 4     | -     | 178   |
| 6    | Mari Kozawa      | Giappone    | 14    | 15    | 9     | 6     | 6     | 7     | 10    | -     | 168   |
| 7    | Corinne Dipietro | Stati Uniti | 16    | 11    | 8     | 7     | 7     | 9     | 9     | -     | 168   |
| 8    | Cassie Hawrysh   | Canada      | 12    | 14    | -     | -     | -     | -     | 3     | 4     | 157   |
| 9    | Rie Yonekura     | Giappone    | 17    | 17    | 11    | 8     | 9     | 6     | 6     | -     | 154   |
| 10   | Janine Flock     | Austria     | 4     | 5     | -     | -     | -     | -     | -     | 3     | 150   |

### Uomini
| Pos. | Atleta            | Nazione       | PKC-1 | PKC-2 | CAL-1 | LAK-1 | LAK-2 | CAL-2 | CAL-3 | LAK-3 | Punti |
| ---- | ----------------- | ------------- | ----- | ----- | ----- | ----- | ----- | ----- | ----- | ----- | ----- |
| 1    | Yuzuru Hanyuda    | Giappone      | 7     | 3     | 1     | 2     | 1     | 1     | 4     | -     | 433   |
| 2    | Greg Maidment     | Canada        | -     | -     | 2     | 1     | 2     | DSQ   | 1     | 7     | 318   |
| 3    | Thomas Santagato  | Stati Uniti   | 9     | -     | 11    | 4     | 5     | 2     | 8     | 6     | 300   |
| 4    | Dave Greszczyszyn | Canada        | -     | -     | 3     | 7     | 3     | 3     | 2     | -     | 268   |
| 5    | Hiroyuki Bamba    | Giappone      | -     | -     | 4     | 3     | 10    | 4     | 3     | -     | 242   |
| 6    | Yuuki Tanifuji    | Giappone      | 14    | 15    | 10    | 10    | 12    | 6     | 6     | -     | 218   |
| 7    | Alexander Kröckel | Germania      | 1     | 1     | -     | -     | -     | -     | -     | 2     | 215   |
| 8    | Yuk Jun-sung      | Corea del Sud | 15    | 17    | -     | 14    | 15    | 10    | 11    | 11    | 178   |
| 9    | Travis Brockway   | Canada        | 11    | 11    | 6     | 8     | 9     | -     | -     | -     | 170   |
| 10   | John Farrow       | Australia     | 8     | 10    | 8     | -     | -     | -     | -     | 5     | 149   |